# Brzozowo-Łęg
Brzozowo-Łęg (prononciation : [bʐɔˈzɔvɔ ˈwɛnk]) est un village polonais de la gmina de Dzierzgowo dans le powiat de Mława de la voïvodie de Mazovie dans le centre-est de la Pologne.

## Histoire
De 1975 à 1998, le village appartenait administrativement à la voïvodie de Ciechanów.

## Source
- (en) Cet article est partiellement ou en totalité issu de l’article de Wikipédia en anglais intitulé « Brzozowo-Łęg » (voir la liste des auteurs).